# Thea Mørk
Thea Mørk (* 5. April 1991 in Oslo) ist eine ehemalige norwegische Handballspielerin.

## Karriere
Mørk begann das Handballspielen bei Bækkelagets SK. 2007 schloss sich die Außenspielerin dem dänischen Verein Aalborg DH an, wo sie sich am Kreuzband verletzte. Nachdem Aalborg schlecht in die Saison gestartet war und gegen den Abstieg gespielt hatte, wurde zur Weihnachtszeit Aalborgs norwegischer Trainer Leif Gautestad entlassen. Kurz darauf entschloss sie sich Aalborg zu verlassen. 2008 unterschrieb sie einen Vertrag beim Erstliga-Aufsteiger Njård. Nachdem Mørk die komplette Saison 2008/09 verletzungsbedingt pausierte, bestritt sie im Oktober 2009 ihr erstes Spiel für Njård. Ab dem Sommer 2010 lief Mørk für Larvik HK auf. Mit Larvik gewann sie 2011, 2012, 2013, 2014, 2015, 2016 und 2017 die Meisterschaft sowie 2011 die EHF Champions League. In der Saison 2018/19 stand sie beim dänischen Verein København Håndbold unter Vertrag. Anschließend beendete sie ihre Karriere.
Mørk bestritt 18 Länderspiele für die norwegische Nationalmannschaft, in denen sie 35 Treffer erzielte. Mit Norwegen nahm sie an der Europameisterschaft 2018 teil.

### Erfolge
- norwegischer Meister 2011, 2012, 2013, 2014, 2015, 2016, 2017
- EHF Champions League 2011

## Privates
Ihre Schwester Kaja sowie ihre Zwillingsschwester Nora spielen ebenfalls Handball.